# 佐味田宝塚古墳
佐味田宝塚古墳（さみたたからづかこふん）は、奈良県北葛城郡河合町にある古墳。形状は前方後円墳。馬見古墳群（中央群）を構成する古墳の1つ。国の史跡に指定され、出土品は国の重要文化財に指定されている。

## 概要
佐味田宝塚古墳は、奈良盆地の南西部にある馬見古墳群にあり、墳丘は前方部を北東に向け全長111.5メートル、後円部直径60メートルである。濠は確認されていない。
この古墳からは1882年（明治14年）に約36面の銅鏡が出土し、その中に家屋文鏡（かおくもんきょう）と呼ばれている直径22.9センチメートルの大型鏡があった（宮内庁書陵部蔵）。その鏡の文様は、この古墳に葬られた人々の居館を構成する建物（家屋）を表現したものであり、それらの建物は、まつりごと（祭事・政事）や4世紀ごろの地域の首長の日常生活に使用されていたものと考えられている。
この発掘で出土した遺物は他に、玉類、石釧（いしくしろ）、鍬形石（くわがたいし）、石製合子（ごうす）、滑石製模造品、銅鏃、巴形銅器、刀子、剣、斧、鑿など、総数140点。これらは東京国立博物館、奈良国立博物館、宮内庁書陵部に分かれて保管されている。埋葬施設は粘土槨、その周囲に礫を埋めた排水溝を巡らせていたと推測されている。
1985年（昭和60年）度に実施された墳丘の範囲確認調査により墳丘の裾から出土した円筒埴輪列から、4世紀末から5世紀初頭頃に造られたものと考えられている。つまり、馬見地域で最初に築造された前方後円墳であることが分かった。墳丘はかなり削平されているものの、全長111.5メートル、後円部径60メートル、前方部幅50メートル、現状では後円部は楕円形をしているが、検出した埴輪の状況から元来は正円をしていたと考えられており、二段築成で葺石と埴輪が並べられていたと推定されている。埴輪は鰭付（ひれつき）円筒埴輪列が並び、くびれ部には形象埴輪が存在した。形象埴輪は盾、蓋（きぬがさ）、短甲、草摺（くさずり）、靭（ゆき）、家、壺形など。その他の出土遺物は車輪石、墳頂で採取された三角縁神獣鏡破片が発見されている。
1987年（昭和62年）、国の史跡に指定された。

## 出土品

### 家屋文鏡
鏡の背面には、中央にある紐（ちゅう、ひもを通す穴）を中心にそれぞれ形態を異にする4棟の建物が表されている。それらは、竪穴の建物（A棟）、平屋建ての建物（B棟）、高床の建物（C棟）、高床の倉庫らしき建物（D棟）である。
- A棟は、住居と見られる竪穴建物で、入口の扉は支え棒で持ちあげられ、そこにC棟と同じ露台と蓋（きぬがさ、日覆い傘）がみえる。A棟は他の3棟よりも大きな床面積を持って表現されている。日常生活の場を表すたものと見られる。このA棟と類似の竪穴建物が奈良県天理市の東大寺山古墳から出土した鉄刀の柄の環頭に表されている。
- B棟は、入母屋形の屋根を持つ平屋建ての建物で、観音開きを思わせるような壁があり、基壇の上に建てられているところから大陸風な建築の影響を受けたと見られている。
- C棟は、高床で入母屋型の屋根を持つ建物で、一方の妻側に手すりをつけた梯子が、他方の妻側には露台が見られ、身分の高い人の建物であることを示す蓋がさしかけられている。また、屋根の左右には稲妻形模様（いわゆる雷文の一種）が描かれ、その模様の中に人物像が配置されている。祭祀儀礼や政治を行う中心になる建物であったろうと考えられる。このC棟によく似た家形埴輪が大阪府八尾市の美園古墳の周濠から出土している。
- D棟は、高床の切り妻型屋根を持つ建物で、一方に梯子がある。高床の下は蓆様の仕切りが壁をつくり、収納空間をつくっている。

このうち平屋建ての建物（B）と、高床の建物（D）には、その左右に木の表現があるのは神木と考えられる。他の2軒はりっぱな建物だが、神木がない。そのかわり、身分の高い人の建物を示す入り口に立てかけられた日覆いの傘（蓋）がある。A棟を除く3棟の上には、それぞれ二羽の鳥が表されている。
家屋文と類似する家形埴輪が各地から出土している。埴輪では千葉県山武郡芝山町の殿部田（とのべた）1号墳や鳥取県東伯郡湯梨浜町の馬ノ山古墳群中の長瀬高浜遺跡から古墳時代中期の様々なスタイルをした家形埴輪が、大阪府八尾市の美園古墳の周濠からA棟によく似た家形埴輪が、群馬県伊勢崎市赤堀町の赤堀茶臼山古墳から多種多様な8棟の家形埴輪が出土している。

### その他

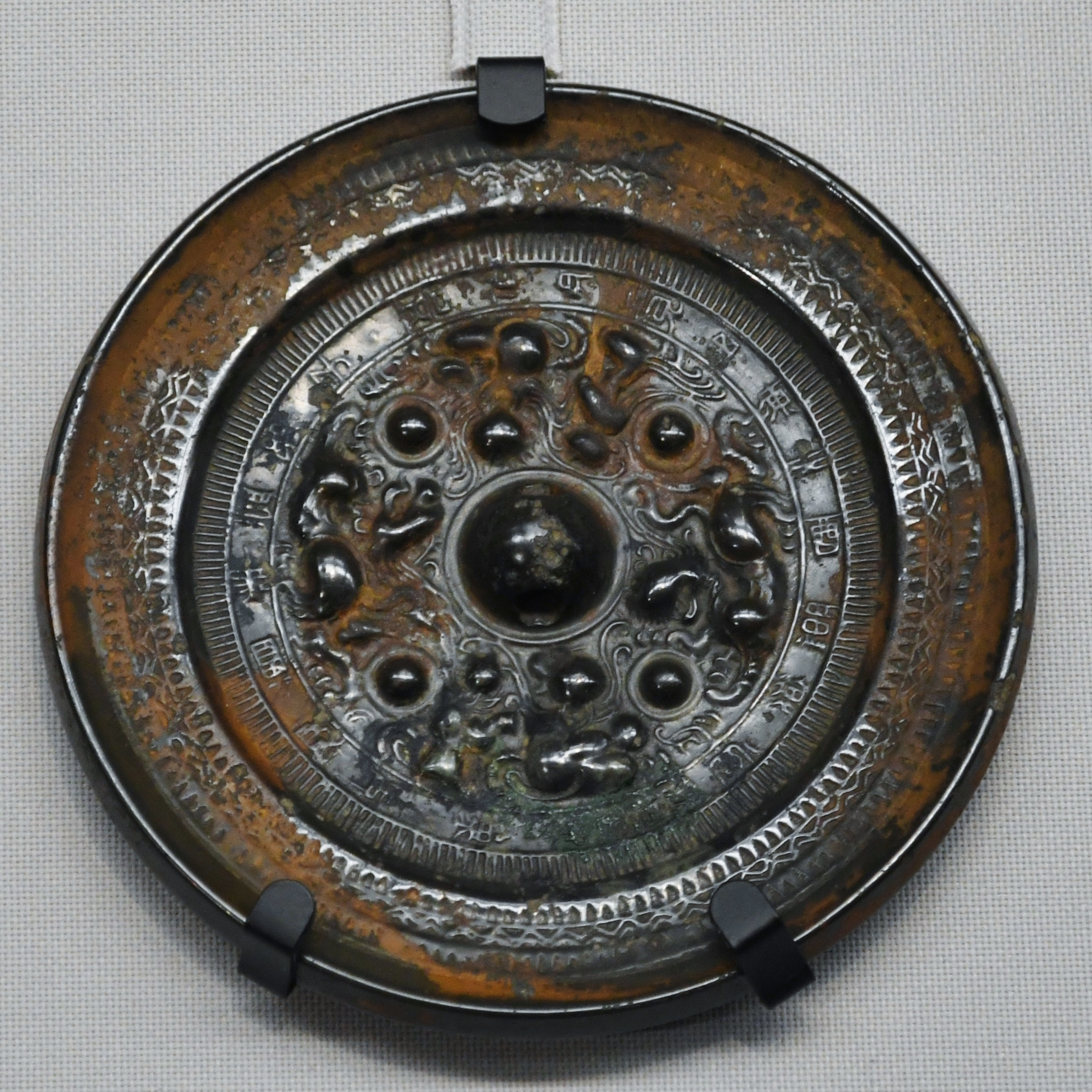
斜縁二神二獣鏡 東京国立博物館展示。
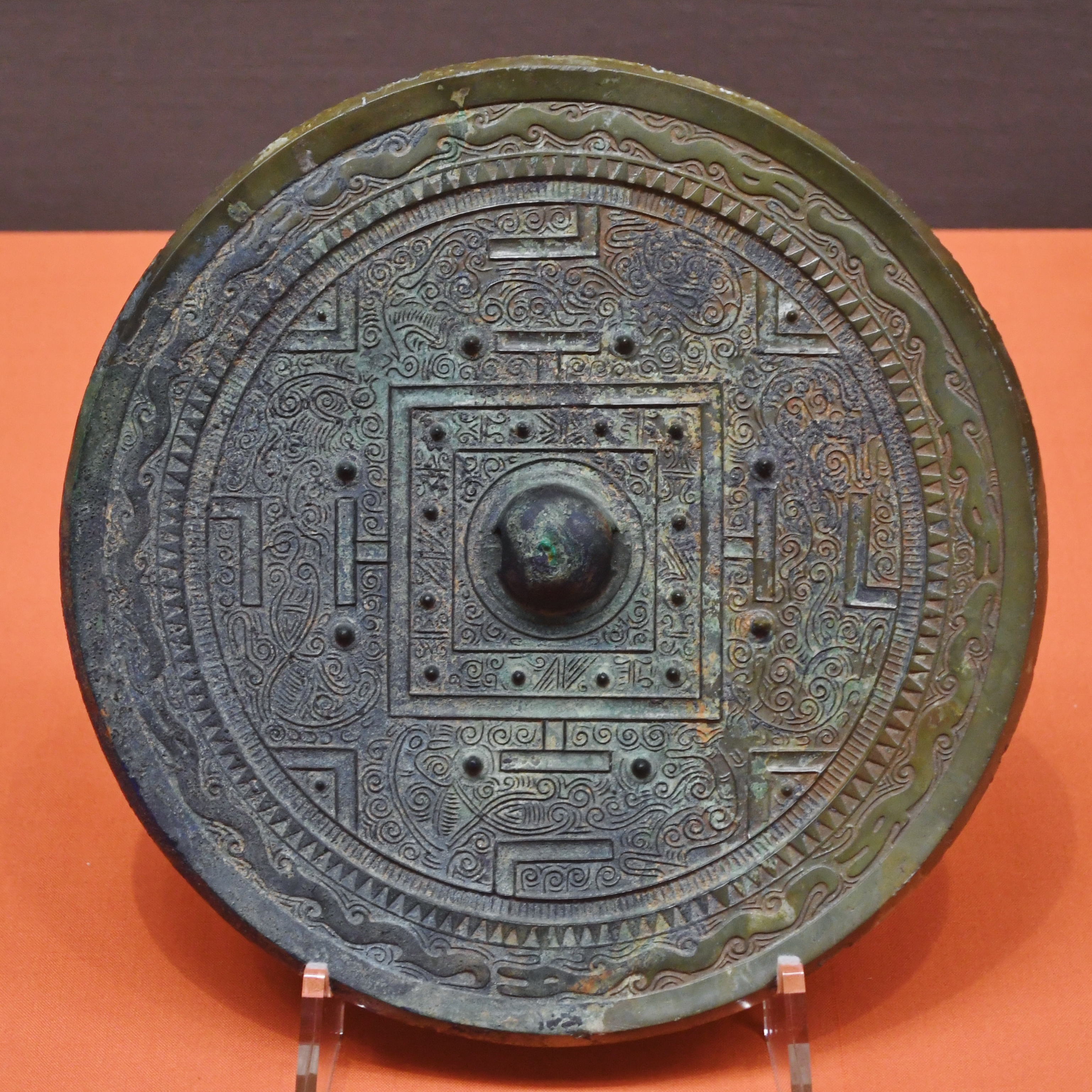
変形方格規矩獣文鏡 東京国立博物館展示。
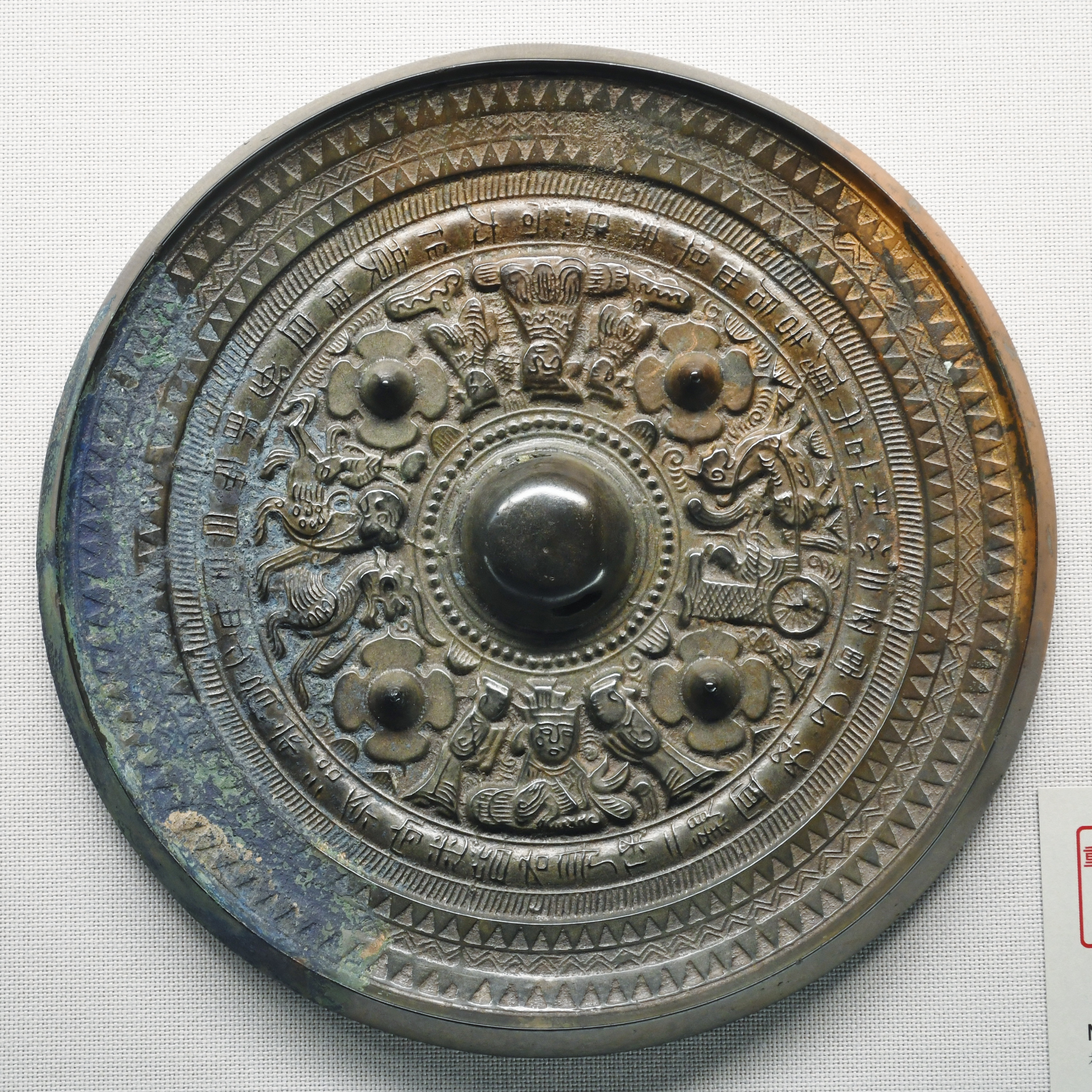
神人車馬画像鏡 東京国立博物館展示。

## 文化財

### 重要文化財（国指定）
- 奈良県佐味田宝塚古墳出土品（考古資料） - 明細は以下。東京国立博物館・奈良国立博物館保管。2001年（平成13年）6月22日指定[3]。
  - 銅鏡 18面
  - 銅製品 8点
  - 石製品 47点
  - 玉 25箇
  - 附 銅鏡片 一括

上記出土品の大部分は東京国立博物館の保管であるが、銅鏡のうち3面は奈良国立博物館が保管する。当古墳出土品は、上記重要文化財指定物件のほか、宮内庁書陵部に銅鏡（家屋文鏡を含む）7面、硬玉勾玉5箇、緑色片岩管玉8箇、銅鏃19点が保管される。

### 国の史跡
- 佐味田宝塚古墳 - 1987年（昭和62年）5月12日指定[5]。